# Diócesis de Hazaribag
La diócesis de Hazaribag (en latín: Dioecesis Hazaribagana y en inglés: Roman Catholic Diocese of Hazaribag) es una circunscripción eclesiástica de la Iglesia católica en India. Se trata de una diócesis latina, sufragánea de la arquidiócesis de Ranchi. Desde el 8 de septiembre de 2012 su obispo es Jojo Anand.

## Territorio y organización
La diócesis tiene 16 918 km² y extiende su jurisdicción sobre los fieles católicos de rito latino residentes en el estado de Jharkhand en los distritos de: Hazaribag, Ramgarh (creado en 2007 con parte del de Hazaribag), Kodarma, Chatra, Ramgarh y la parte occidental del distrito de Bokaro.
La sede de la diócesis se encuentra en la ciudad de Hazaribagh (o Hazaribag), en donde se halla la Catedral de la Resurrección. 
En 2021 en la diócesis existían 25 parroquias.

## Historia
La diócesis fue erigida el 1 de abril de 1995 con la bula Cum ad aeternam del papa Juan Pablo II, tomando el territorio de la diócesis de Daltonganj.

## Estadísticas
Según el Anuario Pontificio 2022 la diócesis tenía a fines de 2021 un total de 42 165 fieles bautizados.
| Año                                                                             | Población            | Población | Población      | Sacerdotes | Sacerdotes    | Sacerdotes    | Bautizados por sacerdote | Diáconos permanentes | Religiosos | Religiosos | Parroquias |
| Año                                                                             | Bautizados católicos | Total     | % de católicos | Total      | Clero secular | Clero regular | Bautizados por sacerdote | Diáconos permanentes | Varones    | Mujeres    | Parroquias |
| ------------------------------------------------------------------------------- | -------------------- | --------- | -------------- | ---------- | ------------- | ------------- | ------------------------ | -------------------- | ---------- | ---------- | ---------- |
| 1999                                                                            | 32 200               | 4 915 980 | 0.7            | 85         | 24            | 61            | 378                      |                      | 76         | 358        | 15         |
| 2000                                                                            | 33 067               | 5 010 410 | 0.7            | 83         | 24            | 59            | 398                      |                      | 72         | 367        | 15         |
| 2001                                                                            | 34 120               | 5 411 451 | 0.6            | 86         | 25            | 61            | 396                      |                      | 75         | 368        | 16         |
| 2002                                                                            | 34 120               | 5 411 451 | 0.6            | 89         | 25            | 64            | 383                      |                      | 78         | 368        | 16         |
| 2003                                                                            | 34 712               | 5 427 594 | 0.6            | 99         | 25            | 74            | 350                      |                      | 93         | 377        | 18         |
| 2004                                                                            | 35 118               | 5 015 093 | 0.7            | 82         | 23            | 59            | 428                      |                      | 72         | 375        | 20         |
| 2006                                                                            | 35 252               | 5 067 000 | 0.7            | 87         | 22            | 65            | 405                      |                      | 87         | 390        | 20         |
| 2013                                                                            | 36 420               | 5 567 000 | 0.7            | 124        | 34            | 90            | 293                      |                      | 130        | 428        | 23         |
| 2016                                                                            | 37 742               | 5 786 000 | 0.7            | 119        | 38            | 81            | 317                      |                      | 121        | 428        | 23         |
| 2019                                                                            | 41 252               | 5 423 142 | 0.8            | 162        | 54            | 108           | 254                      |                      | 141        | 392        | 24         |
| 2021                                                                            | 42 165               | 5 494 540 | 0.8            | 173        | 57            | 116           | 243                      |                      | 152        | 400        | 25         |
| Fuente: Catholic-Hierarchy, que a su vez toma los datos del Anuario Pontificio. |                      |           |                |            |               |               |                          |                      |            |            |            |

## Episcopologio
- Charles Soreng, S.I. † (1 de abril de 1995-8 de septiembre de 2012 retirado)
- Jojo Anand, desde el 8 de septiembre de 2012